# Привиди (фільм США, 2004)
«Привиди» (Spectres) — надприродний драматичний фільм 2004 року режисера Філа Лейрнесса.

## Про фільм
Келлі — 16-річна дівчина, яка відчуває, що її життя стало нестерпно темним і депресивним. Не маючи змоги налагодити довготривалі стосунки з кимось навколо, особливо зі своєю мамою-трудоголіком Лорою, Келлі вирішує, що краще буде прєднатися до батька, який помер кілька років тому.
Спроба самогубства зазнає невдачі, але Лора отримує терміновий дзвінок і вирішує приділити Келлі трохи необхідної уваги.
Сподіваючись, що зміна обстановки допоможе, мама з донькою знімають будинок на літні канікули.

## Знімались
| Актор          | Роль   |
| -------------- | ------ |
| Марина Сіртіс  | Лора   |
| Дін Гаглунд    | Гелсі  |
| Такер Смоллвуд | Вілл   |
| Алексіс Круз   | Сін    |
| Кріс Гардвік   | Сем    |
| Лоанн Бішоп    | С'юзен |
| Лінда Парк     | Рені   |
| Девід Гедісон  | Вільям |
| Ліліан Леман   | Фран   |
| Нейл Діксон    | Волтер |